# 10月27日
10月27日（じゅうがつにじゅうしちにち）は、グレゴリオ暦で年始から300日目（閏年では301日目）にあたり、年末まであと65日ある。

## できごと

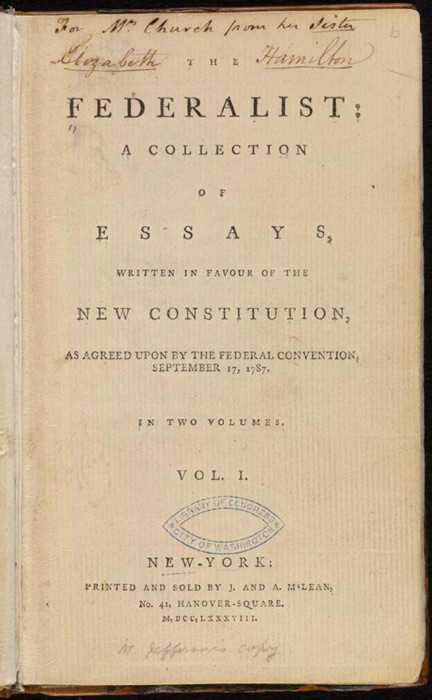
アメリカ合衆国憲法の解説論文、『ザ・フェデラリスト』掲載(1787)。論文の多くをアレクサンダー・ハミルトンが手がけた

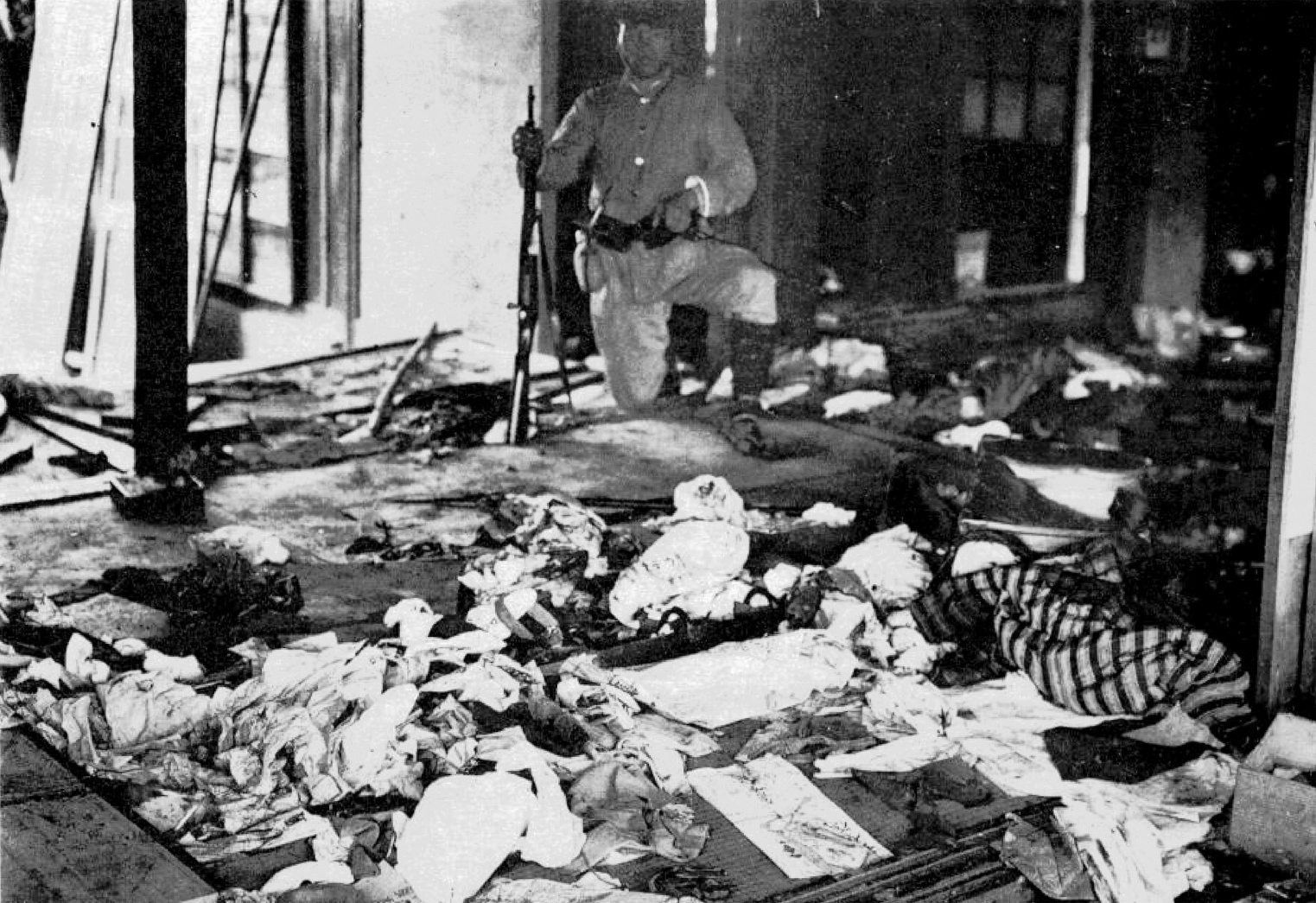
台湾原住民による最大規模の抗日暴動、霧社事件(1930)。日本人約140人が犠牲に

- 1795年 - アメリカ合衆国とスペインがピンクニー条約に調印。
- 1787年 - 『ザ・フェデラリスト』の第一篇がニューヨークの新聞（『インデペンデント・ジャーナル』）に初掲載。
- 1806年 - ナポレオン戦争: ベルリンがフランスの占領下に置かれる。
- 1810年 - アメリカ合衆国が西フロリダの併合を宣言。
- 1876年 - 秋月の乱勃発。
- 1901年 - クロード・ドビュッシーの管弦楽作品『夜想曲』が初演。
- 1904年 - ニューヨーク市地下鉄の初の路線が開業。
- 1914年 - 第一次世界大戦: イギリス海軍の戦艦オーディシャスがドイツ軍の機雷に触れて沈没。
- 1924年 - ソビエト連邦の構成共和国としてウズベク・ソビエト社会主義共和国が成立。
- 1930年 - 霧社事件が発生。
- 1935年 - 福島県内の磐越東線で列車が土砂に乗り上げる脱線転覆事故が発生。死者11人以上、重軽傷者50人以上[1]。
- 1936年 - ウォリス・シンプソンがイギリス国王エドワード8世との結婚のためアーネスト・シンプソンと離婚。
- 1937年 - 横浜駅を出発する軍用列車を見送るために殺到した群衆の一部が、京浜線の急行電車にはねられて死者26人を出す事故[2]。
- 1938年 - 日中戦争: 日本の中支那派遣軍が武漢三鎮を占領。
- 1947年 - 国家賠償法が公布。
- 1949年 - 第二次国共内戦：古寧頭戦役で中国人民解放軍が中華民国国軍に降伏。中華民国が金門島の防衛に成功。
- 1953年 - 国際連合安全保障理事会が通算100個目となる決議を採択。内容はパレスチナにおける停戦状況についてのもの。
- 1961年 - アメリカでサターンロケットの初号機・アポロSA-1を打ち上げ。
- 1961年 - モーリタニアとモンゴルが国連に加盟。
- 1961年 - 東京電力横須賀火力発電所2号機建設現場でボイラーが崩壊する事故。10人が死亡、3人が重軽傷[3]。
- 1971年 - コンゴ民主共和国が国号をザイール共和国に改称。
- 1975年 - タブロイド紙「日刊ゲンダイ」が創刊。
- 1977年 - 神社本庁爆破事件が発生。
- 1979年 - セントビンセントおよびグレナディーン諸島がイギリスから独立。
- 1981年 - ウィスキー・オン・ザ・ロック、ソ連海軍の613型潜水艦（ウィスキー型）U-137がスウェーデンの領海内で座礁、両国間の外交問題に発展する。
- 1986年 - イギリスの証券取引所が金融・証券制度の大改革（金融ビッグバン）を実施。
- 1991年 - トルクメニスタンがソビエト連邦から独立。
- 1995年 - ラトビアが欧州連合への加盟を申請。
- 1998年 - ゲアハルト・シュレーダーがドイツ首相に就任。
- 1999年 - アルメニア議会銃撃事件が発生[4]。
- 2002年 - ルイス・イナシオ・ルーラ・ダ・シルヴァがブラジル大統領に選出。
- 2002年 - 芝山鉄道線の東成田 - 芝山千代田間が開業。
- 2004年 - ボストン・レッドソックスが1918年以来86年ぶりにワールドシリーズ優勝を決める。
- 2005年 - 2005年パリ郊外暴動事件勃発。
- 2008年 - 世界金融危機により、日経平均株価がバブル経済崩壊後の最安値を更新
- 2017年 - カタルーニャ独立宣言: カタルーニャ自治州議会が独立宣言を承認[5]。
- 2024年 - 第50回衆議院議員総選挙投開票日。自公政権が目標の過半数を上回らず、また他政党も単独過半数とはならなかった。

## 誕生日
| 大きな棍棒を携え、穏やかに話せ。それで言い分は通る |

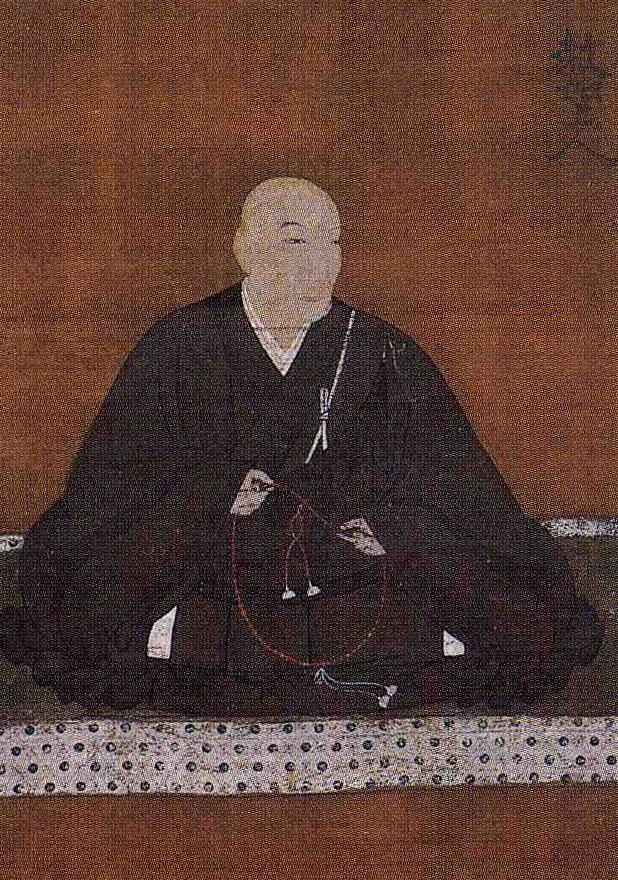
本願寺第12代法主、教如(1558-1614)誕生。弟・准如と分離し東本願寺を拠点とする

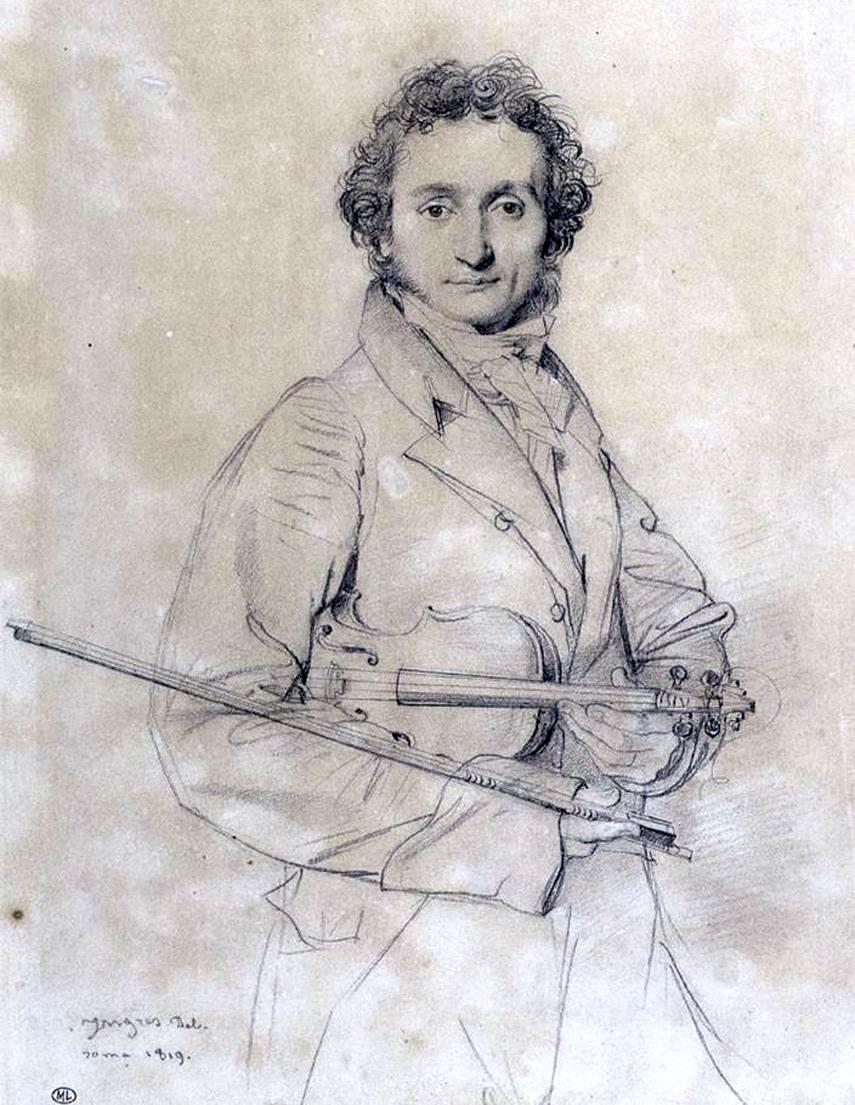
イタリアのヴァイオリニスト、ニコロ・パガニーニ(1782-1840)誕生

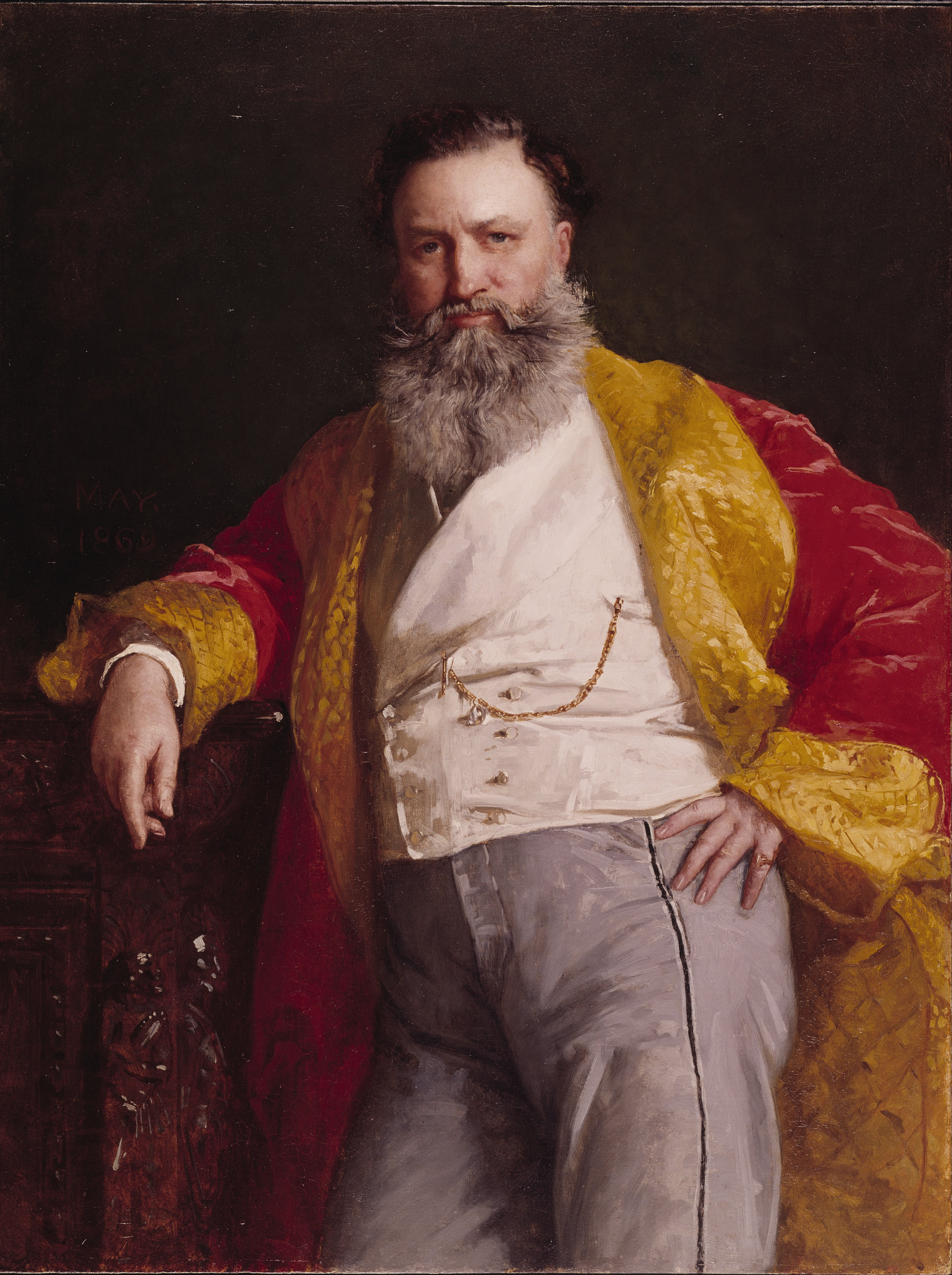
シンガーミシンの開発者、アイザック・メリット・シンガー(1811-1875)誕生

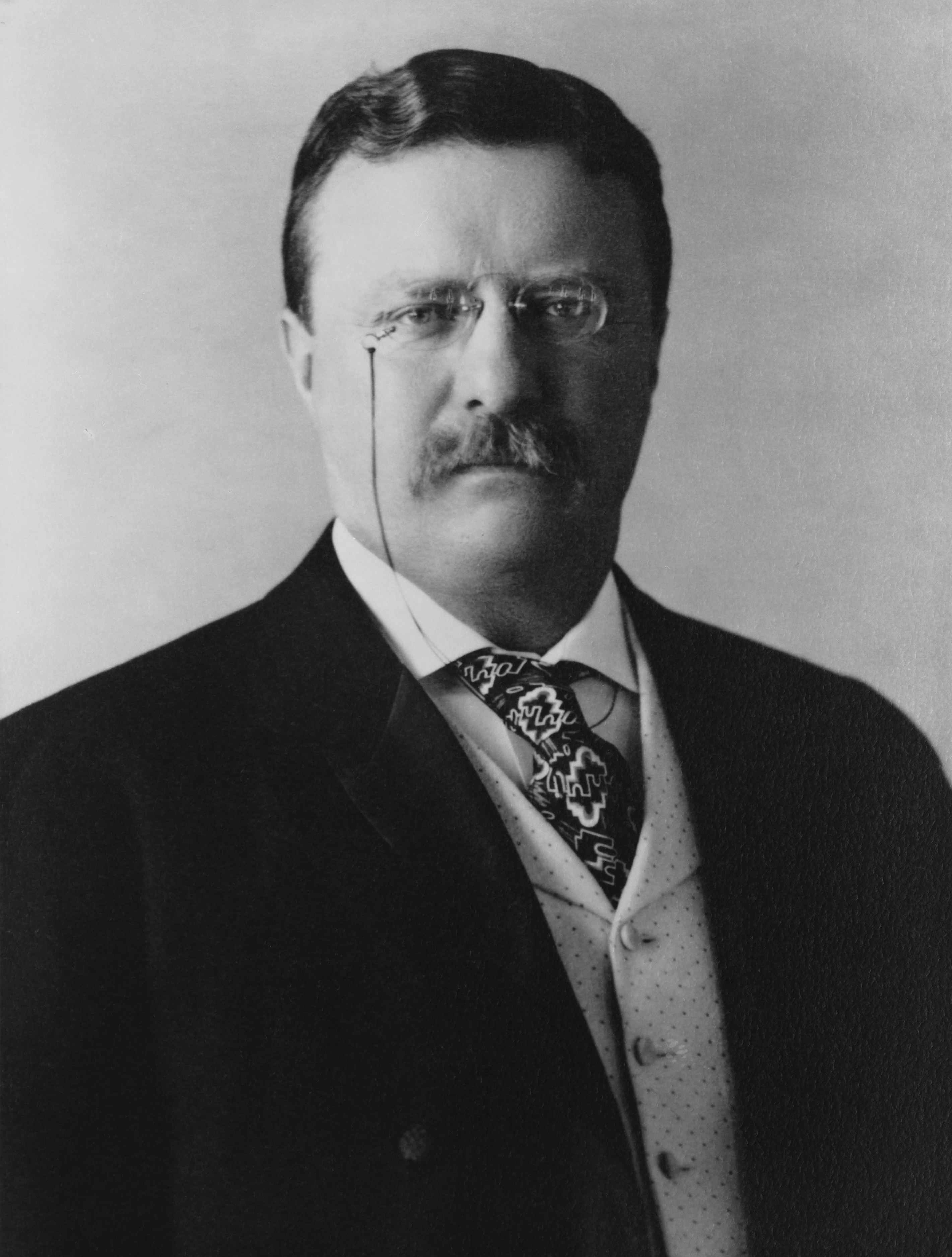
第26代アメリカ合衆国大統領セオドア・ルーズベルト(1858-1919)誕生

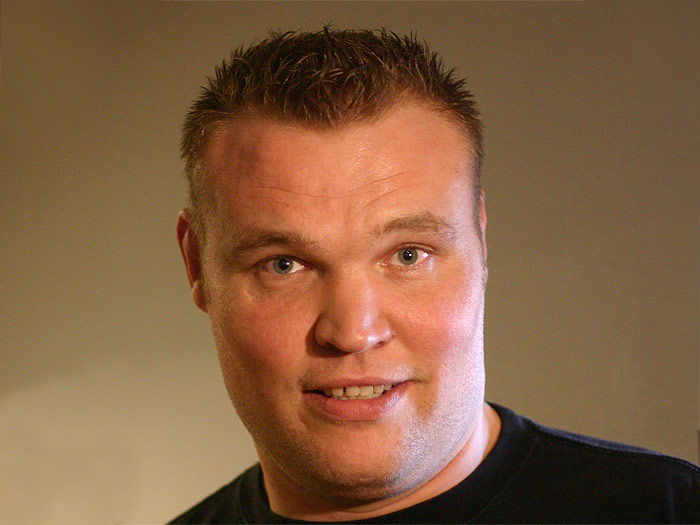
オランダの格闘家、セーム・シュルト(1973-)誕生

- 1469年 - デジデリウス・エラスムス、人文主義者（+ 1536年）
- 1558年（永禄元年9月16日） - 教如、真宗大谷派の祖（+ 1614年）
- 1643年（寛永20年9月15日） - 丹羽長次、二本松藩第5代藩主 (+ 1698年)
- 1679年（延宝7年9月23日） - 酒井忠菊、第2代敦賀藩主（+ 1722年）
- 1717年（享保2年9月23日） - 堀直堯、第5代村松藩主（+ 1785年）
- 1725年（享保10年9月22日） - 南部信興、第5代八戸藩主（+ 1773年）
- 1728年 - ジェームズ・クック、探検家（+ 1779年）
- 1733年（享保18年9月20日） - 徳川宗睦、第9代尾張藩主（+ 1800年）
- 1746年（延享3年9月13日） - 本多正供、第3代田中藩主（+ 1777年）
- 1770年（明和7年9月4日） - 小笠原忠固、第6代小倉藩主（+ 1843年）
- 1782年 - ニコロ・パガニーニ、作曲家（+ 1840年）
- 1802年（享和2年10月1日） - 小笠原貞哲、第5代小倉新田藩主（+ 1857年）
- 1811年 - アイザック・メリット・シンガー、発明家（+ 1875年）
- 1858年 - セオドア・ルーズベルト、第26代アメリカ合衆国大統領（+ 1919年）
- 1883年 - 呉建、内科学者、画家（+ 1940年）
- 1902年 - 山本康夫、歌人（+ 1983年）
- 1906年 - 大野一雄、舞踏家（+ 2010年）
- 1907年 - ヘルムート・ヴァルヒャ、オルガニスト（+ 1991年）
- 1910年 - 渡辺はま子、歌手（+ 1999年）
- 1918年 - テレサ・ライト、女優（+ 2005年）
- 1920年 - 大屋政子、タレント、実業家（+ 1999年）
- 1921年 - 永井秀明、俳優（+ 2002年）
- 1922年 - ラルフ・カイナー、プロ野球選手（+ 2014年）
- 1922年 - 稲垣正夫、実業家、アサツー ディ・ケイ創業者（+ 2015年）
- 1923年 - ロイ・リキテンスタイン、画家（+ 1997年）
- 1925年 - 仲谷義明、政治家、元愛知県知事（+ 1988年）
- 1928年 - ミロスラヴ・フィリップ、チェス選手（+ 2009年）
- 1933年 - 半村良、小説家（+ 2002年）
- 1934年 - たかたかし、作詞家
- 1935年 - 中村浩道、プロ野球審判員（+ 2007年）
- 1939年 - ジョン・クリーズ、コメディアン、俳優
- 1940年 - 二階堂有希子、声優
- 1941年 - 猿若清三郎、俳優
- 1944年 - 田中辰次、元プロ野球選手
- 1945年 - マイク・ラム、元プロ野球選手
- 1949年 - 堀内孝雄、歌手、作曲家（アリス）
- 1951年 - K・K・ダウニング、ミュージシャン（ジューダス・プリースト）
- 1953年 - 阿部敏郎、ミュージシャン、講演家
- 1954年 - マイク・ケリー、現代美術家（+ 2012年）
- 1957年 - 蔡明亮、映画監督
- 1958年 - 立花義家、元プロ野球選手
- 1958年 - サイモン・ル・ボン、ミュージシャン（デュラン・デュラン）
- 1958年 - 藤川清彦、元俳優
- 1960年 - 山村紅葉、女優
- 1960年 - 田口智治、ミュージシャン（元C-C-B）
- 1962年 - 谷川真理、陸上競技選手
- 1962年 - 渡辺いっけい、俳優
- 1963年 - 金丸淳一、声優
- 1963年 - 千葉哲也、俳優、演出家
- 1964年 - 前田耕司、元プロ野球選手
- 1965年 - マイケル・オコナー、衣裳デザイナー
- 1965年 - 田中良典、俳優、ナレーター
- 1965年 - 柿沼紫乃、声優
- 1966年 - 高嶋政伸、俳優
- 1966年 - 田中実、俳優（+ 2011年）
- 1966年 - 有本正直、ゲームクリエイター
- 1969年 - 下出善紀、柔道家
- 1970年 - 望月衛介、ピアニスト、作曲家
- 1970年 - エイドリアン・アーランドソン、ミュージシャン（ドラマー）
- 1971年 - 貴ノ浪貞博、元大相撲力士、年寄19代音羽山（+ 2015年）
- 1971年 - 津村啓介、政治家
- 1972年 - 高木和弘、ヴァイオリニスト
- 1973年 - セミー・シュルト、格闘家
- 1973年 - ジェーソン・ジョンソン、プロ野球選手
- 1974年 - 手塚ちはる、声優
- 1974年 - たいがー:りー、お笑いタレント
- 1974年 - 坂元忍、元プロ野球選手
- 1974年 - 佐竹学、元プロ野球選手
- 1975年 - EXILE MAKIDAI、DJ、俳優、元ダンサー（EXILE）
- 1976年 - 陳致遠、元プロ野球選手
- 1977年 - 植松真実、ファッションモデル
- 1977年 - 金相勳、元プロ野球選手
- 1978年 - 小西真奈美、女優
- 1978年 - 鈴木大輔、ミュージシャン（元day after tomorrow、元GIRL NEXT DOOR）
- 1978年 - ヴァネッサ・メイ、ヴァイオリニスト
- 1980年 - 大菅小百合、元スピードスケート選手、元自転車競技選手
- 1980年 - ケルビン・ヒメネス、元プロ野球選手
- 1981年 - 浜野蘭、元ストリッパー
- 1982年 - 高世えり子、漫画家
- 1982年 - 塚本高史、俳優
- 1982年 - 賈愛蘭、KBSアナウンサー
- 1983年 - ブレント・クリブレン、プロ野球選手
- 1983年 - マーティン・プラド、元プロ野球選手
- 1984年 - 易建聯、バスケットボール選手
- 1984年 - 香子、女優
- 1986年 - 矢野沙織、ジャズミュージシャン、アルトサクソフォーン奏者
- 1986年 - マービン・ベガ、プロ野球選手
- 1987年 - 青山テルマ、歌手
- 1987年 - ブリタニー・ヴァイス、フィギュアスケート選手
- 1987年 - 齊藤ジョニー、シンガーソングライター（Goose house）
- 1987年 - ベン・ポールセン、プロ野球選手
- 1987年 - ジェイ・ジャクソン、プロ野球選手
- 1988年 - 長妻樹里、声優
- 1988年 - 日高舞、元新体操選手
- 1989年 - 藤澤有沙、キーボーディスト
- 1989年 - 相原和友、元プロ野球選手
- 1989年 - 竹嶋祐貴、元プロ野球選手
- 1989年 - 本田つばさ、元バレーボール選手
- 1989年 - ルーベン・テハダ、プロ野球選手
- 1990年 - カルロス・ペレス、プロ野球選手
- 1992年 - 上遠野太洸、俳優
- 1992年 - ステファン・エル・シャーラウィ、サッカー選手
- 1992年 - 池田純矢、俳優、声優
- 1992年 - 山木翔遥、元アナウンサー
- 1993年 - 檜山沙耶、気象キャスター
- 1994年 - 河村美幸、バスケットボール選手
- 1994年 - みほとけ、お笑いタレント
- 1995年 - ☆イニ☆（じん）、YouTuber、歌手（スカイピース）
- 1996年 - キム・ウソク、アイドル（UP10TION、元X1）
- 1997年 - 石井秀人、プロアイスホッケー選手
- 1999年 - 工藤遥、歌手（元モーニング娘。）
- 2000年 - 柊太朗、俳優
- 2000年 - ひめか、キャバクラ嬢、モデル
- 2000年 - ネルソン・ロベルト、プロ野球選手
- 2001年 - 平川結月、女優
- 2001年 - 葉山侑樹、俳優
- 2002年 - 永島まなみ、騎手
- 2002年 - 井上千里、サッカー選手
- 2003年 - 織山尚大、アイドル（ジュニア、少年忍者）
- 2003年 - 千葉恵里、アイドル（AKB48）
- 2003年 - 吉野創士、プロ野球選手
- 生年不詳 - 山崎もえ、歌手、シナリオライター
- 生年不詳 - 新崎結梨、声優

## 忌日

### 人物

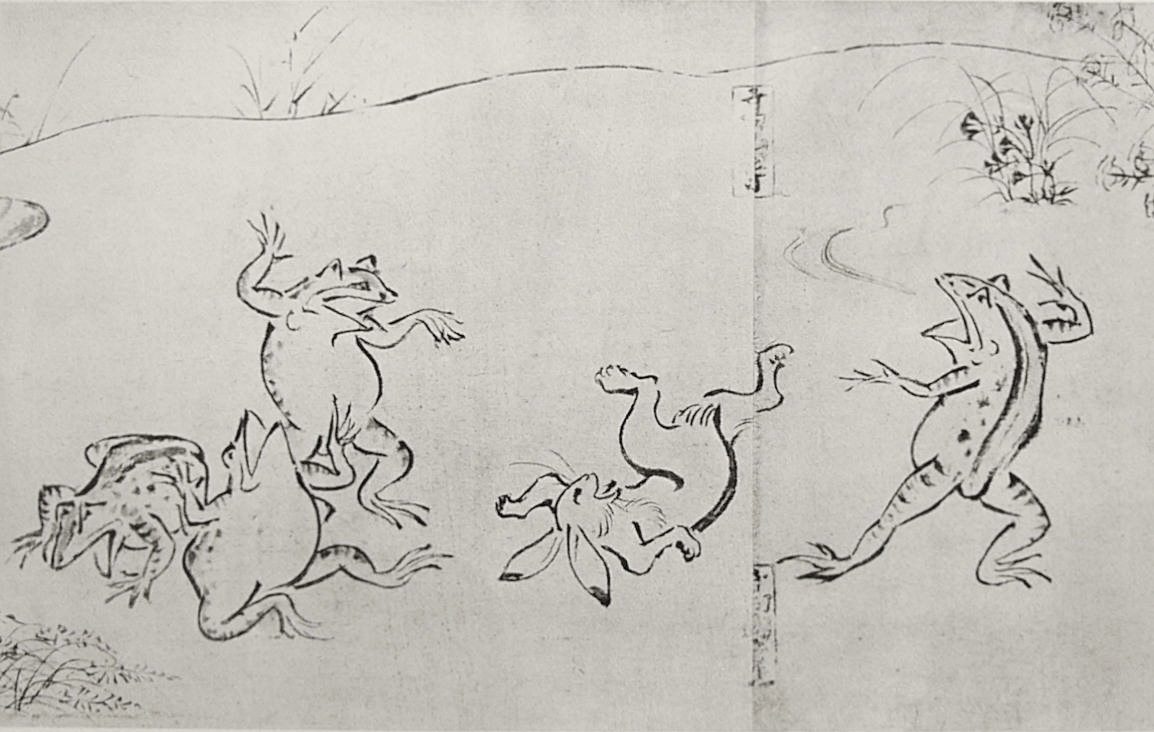
《鳥獣人物戯画》作者とされている鳥羽僧正こと、覚猷(1053-1140)没

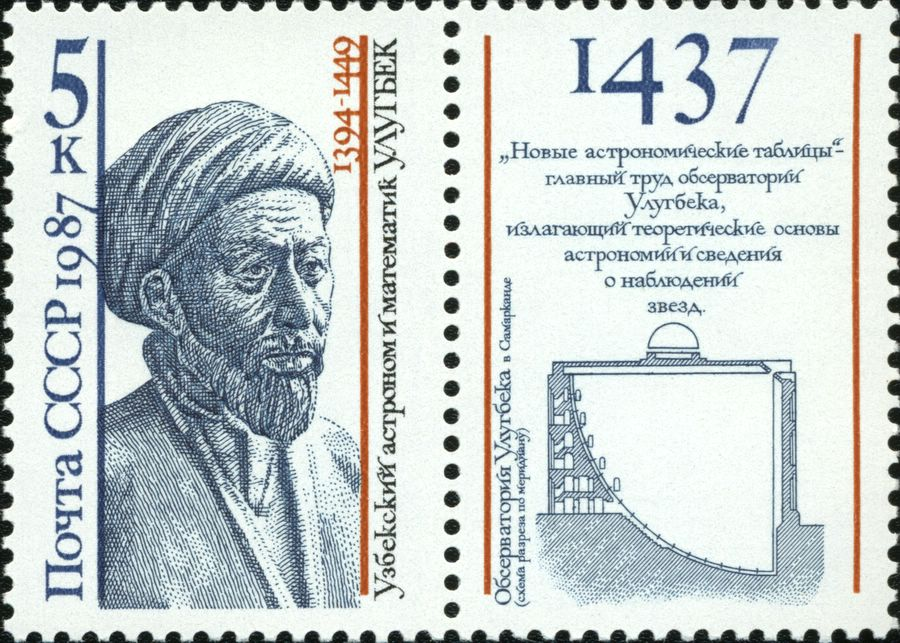
ティムール朝最盛期を築いた第4代君主、ウルグ・ベク(1393-1449)没。優れた学者でもあった

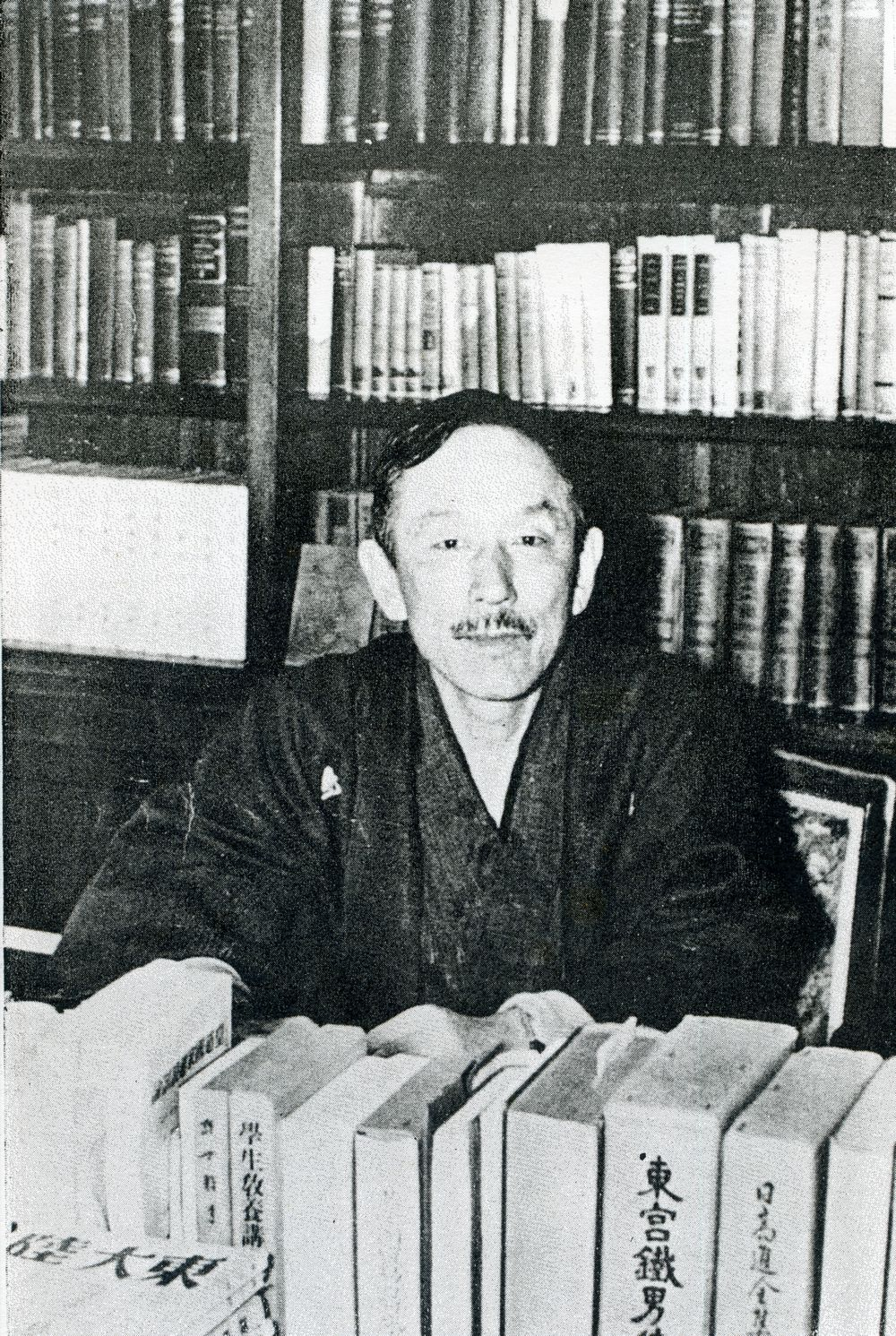
東条英機を弾劾したジャーナリストにして衆議院議員、中野正剛(1886-1943)割腹自殺

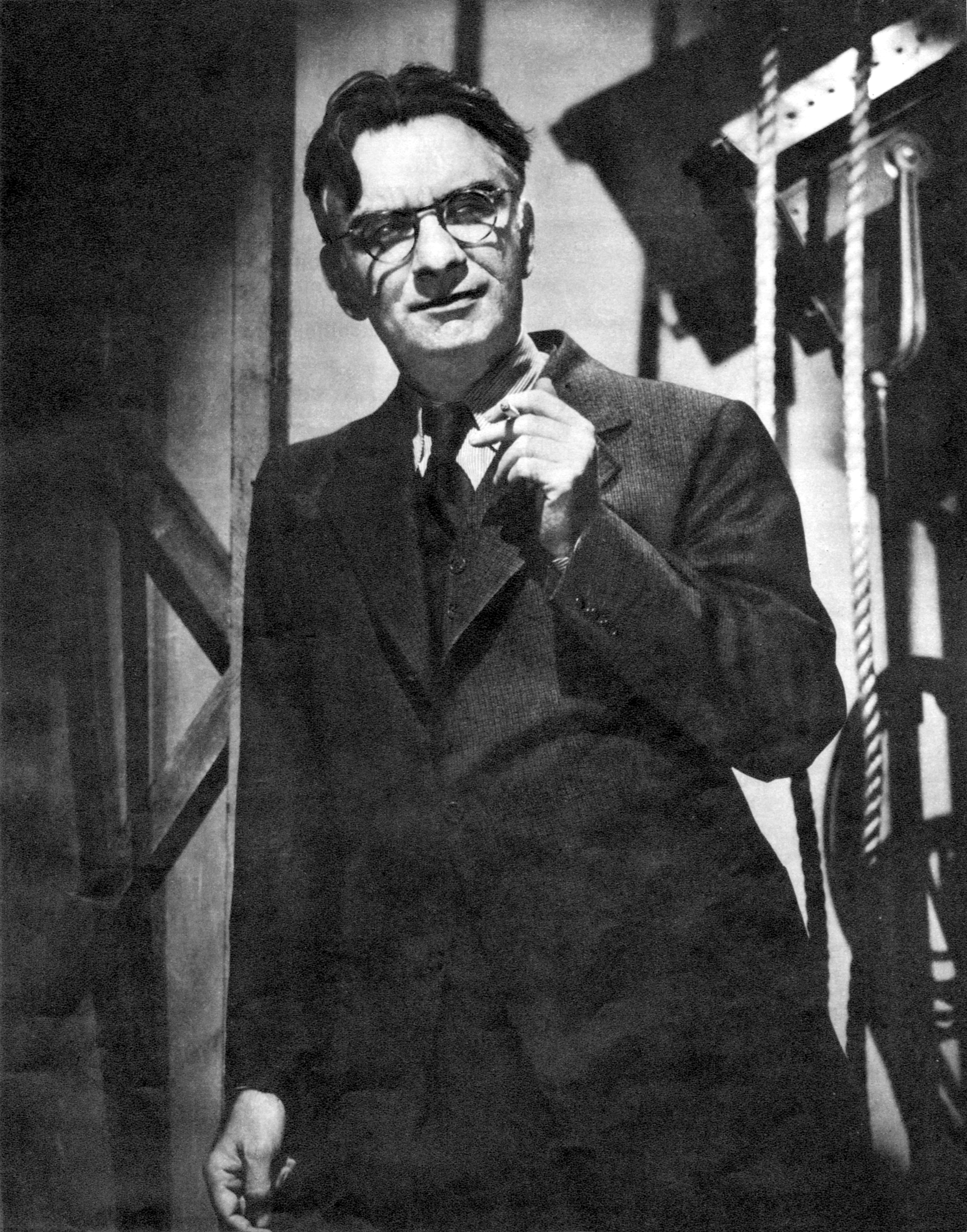
アメリカの小説家、ジェームズ・M・ケイン(1892-1977)没。代表作は『郵便配達は二度ベルを鳴らす』(1934)

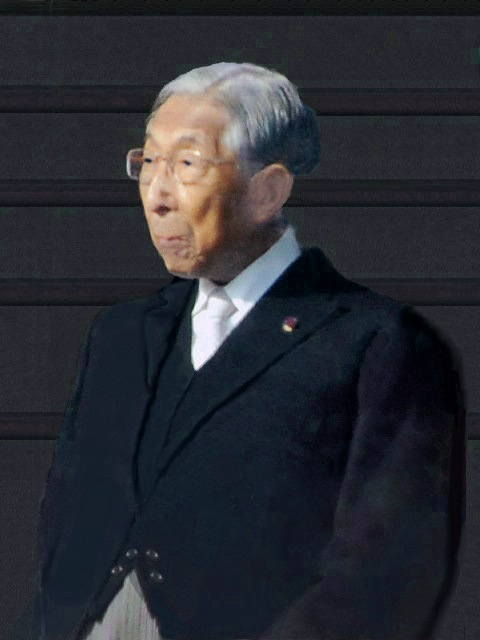
三笠宮崇仁親王(1915-2016)薨去

- 777年（宝亀8年9月18日） - 藤原良継、奈良時代の貴族（* 716年）
- 939年 - アゼルスタン、イングランド王（* 895年）
- 1140年（保延6年9月15日） - 覚猷、天台宗の僧（* 1053年）
- 1271年 - ユーグ4世、ブルゴーニュ公（* 1213年）
- 1430年 - ヴィタウタス、リトアニア大公（* 1352年）
- 1439年 - アルブレヒト2世、神聖ローマ皇帝（* 1397年）
- 1449年 - ウルグ・ベク、第4代ティムール朝君主（* 1393年）
- 1505年 - イヴァン3世、モスクワ大公（* 1440年）
- 1545年（天文14年9月22日）- 宗牧、連歌師
- 1553年 - ミシェル・セルヴェ、人文主義者、神学者（* 1511年）
- 1570年（元亀元年9月28日） - 朝倉景恒、戦国武将
- 1605年 - アクバル、ムガル帝国の第3代君主（* 1542年）
- 1675年 - ジル・ド・ロベルヴァル、数学者（* 1602年）
- 1681年 - ジャン＝バティスト・ド・シャンパーニュ、画家（* 1631年）
- 1705年（宝永2年9月10日） - 一条冬経、江戸時代の公卿（* 1652年）
- 1784年 - ヨハン・ゴットリープ・グラウン、作曲家（* 1703年）
- 1800年（寛政12年9月10日） - 伊藤若冲、絵師（* 1716年）
- 1816年（文化13年9月7日） - 山東京伝、絵師、戯作者（* 1761年）
- 1824年 - アンドレ・トワン、植物学者、農学者（* 1747年）
- 1845年 - ジャン＝シャルル・ペルティエ、物理学者、ペルティエ効果を発見（* 1785年）
- 1846年（弘化3年9月8日）- 佐竹義厚、第10代久保田藩主（* 1812年）
- 1847年 - アレクサンドル・デシャペル、チェス選手（* 1780年）
- 1867年 - ジョン・ロッテスリー、天文学者（* 1798年）
- 1868年 - アレクサンドル・ヴァレフスキ、政治家（* 1810年）
- 1902年 - 加納鷲雄、元新選組隊士、御陵衛士（* 1839年）
- 1902年（光緒28年9月26日） - 劉坤一、官僚、政治家（* 1830年）
- 1906年 - アウグスト・フォン・ロートムント、眼科医（* 1830年）
- 1906年 - 海江田信義、貴族院議員、枢密院顧問官（* 1832年）
- 1916年 - 岩本栄之助、株式仲買人（* 1877年）
- 1922年 - ハンス・ロイシュ、地質学者（* 1852年）
- 1925年 - 滝田樗陰、編集者（* 1882年）
- 1933年 - ユリウス・クレンゲル、チェリスト、作曲家（* 1859年）
- 1938年 - アルマ・グルック、ソプラノ歌手（* 1884年）
- 1941年 - アーネスト・E・ジャスト、生物学者（* 1883年）
- 1943年 - 中野正剛、衆議院議員、ジャーナリスト（* 1886年）
- 1945年 - スタメン・グリゴロフ（英語版）、微生物学者（* 1878年）
- 1950年 - 任弼時、政治家（* 1904年）
- 1954年 - フランコ・アルファーノ、作曲家（* 1875年）
- 1955年 - クラーク・グリフィス、プロ野球選手（* 1869年）
- 1958年 - ヨーゼフ・クラウスナー、宗教学者（* 1874年）
- 1959年 - アルフレッド・ビュッヒ（英語版）、エンジニア、ターボチャージャーを発明（* 1879年）
- 1962年 - エンリコ・マッテイ、実業家、政治家（* 1906年）
- 1965年 - エディス・ライト（英語版）、歌手（* 1916年）
- 1966年 - 野村俊夫、作詞家、詩人（* 1904年）
- 1967年 - クルト・シュナイダー、医学者（* 1887年）
- 1967年 - 時枝誠記、国語学者（* 1900年）
- 1968年 - リーゼ・マイトナー、物理学者（* 1878年）
- 1972年 - キャサリン・オッペンハイマー（英語版）、生物学者、植物学者、ロバート・オッペンハイマーの妻（* 1910年）
- 1973年 - 今和次郎、民俗学者（* 1888年）
- 1974年 - ルドルフ・ダスラー、石工、実業家、プーマ創業者（* 1898年）
- 1975年 - レックス・スタウト、小説家、推理作家（* 1886年）
- 1975年 - 角川源義、俳人、角川書店創業者（* 1917年）
- 1977年 - 前田青邨、日本画家（* 1885年）
- 1977年 - ジェームズ・M・ケイン、小説家（* 1892年）
- 1977年 - 秋田實、漫才作家（* 1905年）
- 1980年 - ジョン・ヴァン・ヴレック、物理学者（* 1899年）
- 1980年 - 小川正太郎、元野球選手（* 1910年）
- 1980年 - ベルント・T・マティアス、物理学者（* 1918年）
- 1980年 - スティーヴ・ペレグリン・トゥック（英語版）、ミュージシャン、ソングライター（* 1949年）
- 1981年 - 広瀬秀雄、天文学者（* 1909年）
- 1982年 - 鈴木道雄、大工、技術者、実業家、政治家、鈴木自動車工業株式会社（スズキ）創業者（* 1887年）
- 1982年 - アバ・ラーナー、経済学者（* 1903年）
- 1984年 - 門田勲、ジャーナリスト、朝日新聞社社友（* 1902年）
- 1986年 - 小佐野賢治、実業家（* 1917年）
- 1987年 - ジャン・エリオン、画家（* 1904年）
- 1987年 - ホルヘ・ダルト、ピアニスト（* 1948年）
- 1988年 - クルト・ヘルツシュタルク、機械式計算機開発者（* 1902年）
- 1989年 - 三浦つとむ、言語学者（* 1911年）
- 1990年 - ジャック・ドゥミ、映画監督（* 1931年）
- 1991年 - アンジェイ・パヌフニク、作曲家、指揮者（* 1914年）
- 1992年 - デヴィッド・ボーム、物理学者（* 1917年）
- 1997年 - 八杉龍一、生物学史家（* 1911年）
- 1999年 - シャルロット・ペリアン、建築家、家具デザイナー（* 1903年）
- 1999年 - ロバート・ミルズ、物理学者（* 1929年）
- 1999年 - ヴァズゲン・サルキシャン、政治家、アルメニア首相（* 1959年）
- 2000年 - ヴァルター・ベリー、バリトン歌手（* 1929年）
- 2002年 - 鴨田勝雄、アマチュア野球指導者（* 1939年）
- 2004年 - クロード・エルフェ、ピアニスト（* 1922年）
- 2006年 - ジョー・ニークロ、プロ野球選手（* 1944年）
- 2008年 - フランク永井、歌手（* 1932年）
- 2010年 - 堀内庄、プロ野球選手（* 1935年）
- 2012年 - 青田昌秋[6]、雪氷学者、北海道大学名誉教授（*1938年）
- 2013年 - ルー・リード、ミュージシャン（* 1942年）
- 2014年 - シン・ヘチョル、歌手 (* 1968年)
- 2015年 - 松来未祐、声優（* 1977年）
- 2016年 - 三笠宮崇仁親王、皇族、歴史学者、元陸軍軍人（* 1915年）
- 2016年 - スーザン・リンドキスト、分子生物学者（* 1949年）
- 2018年 - マリオ・セガール、実業家、不動産開発業者、ゲームキャラクターマリオの名前のモデル（* 1934年）
- 2018年 - 江波杏子、女優（* 1942年）
- 2018年 - 角替和枝、女優（* 1954年）
- 2018年 - あさぎり夕、漫画家（* 1956年）
- 2019年 - ジョン・コニャーズ、政治家（* 1929年）
- 2019年 - 円谷昌弘、実業家、プロデューサー、元円谷プロダクション社長（* 1958年）
- 2020年 - 大城立裕、小説家（* 1925年）
- 2020年 - 手塚幸紀、指揮者（* 1940年）
- 2022年 - 友國八郎、実業家、元大阪商船三井船舶会長（* 1928年）
- 2022年 - 金宇満司、映画カメラマン（* 1933年）
- 2023年 - ヴィクトル・ママトフ、バイアスロン選手（* 1937年）
- 2023年 - 池央耿、翻訳家（* 1940年）
- 2023年 - 三遊亭左圓馬、落語家（* 1944年）
- 2023年 - 李克強、政治家、第7代国務院総理（* 1955年）

### 人物以外（動物など）
- 2007年 - ジョージワシントン、競走馬（* 2003年）

## 記念日・年中行事
- テディベアズ・デー
熊のぬいぐるみテディベアの名前の由来となったセオドア・ルーズベルト米大統領の誕生日であることに由来。イギリスで始められた記念日で、日本では日本テディベア協会が1997年から実施している。世界中で「心の支えを必要とする人たちにテディベアを贈る運動」が行われている。
- 独立記念日（ セントビンセント・グレナディーン）
1979年のこの日、セントビンセント・グレナディーンがイギリスから独立した。
- 独立記念日（ トルクメニスタン）
1991年のこの日、トルクメニスタンがソビエト連邦から独立した。
- 海軍記念日（ アメリカ合衆国、1922年 - 1948年）
- 読書週間（ 日本、11月9日まで）
- 文字・活字文化の日（ 日本）
2005年7月29日公布・施行の「文字・活字文化振興法」（平成17年7月29日法律第91号）によって制定された。文字・活字文化への理解や関心を国民の間に広めることを目的とする。